# 非物质劳动
非物质劳动（英語：Immaterial Labor）是一个起源于马克思主义政治经济学，特别是自治主义马克思主义范畴的政治哲学概念，用来描述价值是如何从情感劳动和认知活动中产生并在资本主义经济中被商品化的。非物质劳动这一概念由意大利社会学家、哲学家毛里齐奥·拉扎拉托于1996年在其论文《非物质劳动》中首次提出。